# Баратье
Баратье́ (фр. и окс. Baratier) — коммуна во Франции, находится в регионе Прованс — Альпы — Лазурный Берег. Департамент коммуны — Верхние Альпы. Входит в состав кантона Амбрён. Округ коммуны — Гап.
Код INSEE коммуны — 05012.

## Климат
Климат средиземноморский. Зимы прохладные, часто бывают заморозки, лето тёплое.
Баратье не имеет своей метеостанции, ближайшая расположена в Амбрёне.
| Показатель              | Янв. | Фев. | Март | Апр. | Май  | Июнь | Июль | Авг. | Сен. | Окт. | Нояб. | Дек. | Год  |
| ----------------------- | ---- | ---- | ---- | ---- | ---- | ---- | ---- | ---- | ---- | ---- | ----- | ---- | ---- |
| Средний максимум, °C    | 5,7  | 7,6  | 10,9 | 14,4 | 18,6 | 22,4 | 26,2 | 25,5 | 22,1 | 16,9 | 10,4  | 6,7  | 15,6 |
| Средняя температура, °C | 1,2  | 2,7  | 5,5  | 8,7  | 12,7 | 16,2 | 19,3 | 18,8 | 15,9 | 11,4 | 5,6   | 2,4  | 10,0 |
| Средний минимум, °C     | −3,2 | −2,1 | 0,1  | 3,1  | 6,7  | 9,9  | 12,4 | 12,1 | 9,7  | 5,8  | 0,9   | −1,9 | 4,4  |
| Источник: Infoclimat    |      |      |      |      |      |      |      |      |      |      |       |      |      |

## Население
Население коммуны на 2008 год составляло 511 человек.
| 1962 | 1968 | 1975 | 1982 | 1990 | 1999 | 2008 | 2009 |
| ---- | ---- | ---- | ---- | ---- | ---- | ---- | ---- |
| 198  | 222  | 209  | 243  | 356  | 461  | 511  | 529  |

## Экономика
В 2007 году среди 338 человек в трудоспособном возрасте (15—64 лет) 245 были экономически активными, 93 — неактивными (показатель активности — 72,5 %, в 1999 году было 69,3 %). Из 245 активных работали 226 человек (129 мужчин и 97 женщин), безработных было 19 (6 мужчин и 13 женщин). Среди 93 неактивных 35 человек были учениками или студентами, 35 — пенсионерами, 23 были неактивными по другим причинам.

## Достопримечательности
- Башня бывшего замка XII века.
- Церковь XVI века. На главном фасаде находятся солнечные часы, изготовленные в 1992 году.